# Mari Auto
Mari Auto S.A. ist ein brasilianisches Unternehmen im Bereich Automobile und ehemaliger Automobilhersteller.

## Unternehmensgeschichte
Das Unternehmen wurde in den 1960er Jahren in São Paulo als Autohaus für Volkswagen do Brasil gegründet. 1982 begann die Produktion von Automobilen. Der Markenname lautete Cheda. Anfang der 1990er Jahre übernahm BRM die Fahrzeugproduktion. Eine staatliche Quelle kennt Fahrzeuge der Baujahre bis 1993.

## Fahrzeuge
Das erste Modell war der CB. Ein Fahrgestell vom VW Käfer, das um 30 cm gekürzt wurde, bildete die Basis. Darauf wurde eine offene zweitürige Karosserie auf Fiberglas montiert. Das Cabriolet bot Platz für zwei Personen. Ein luftgekühlter Vierzylinder-Boxermotor von VW mit 1600 cm³ Hubraum und 42 kW Leistung war im Heck montiert und trieb die Hinterräder an.
Im November 1984 wurden zwei neue Modelle auf einer Automobilausstellung präsentiert. Das Cabriolet MC war der Nachfolger des CB, war aber besser ausgestattet und an der Fahrzeugfront überarbeitet. Der MB war ein VW-Buggy, entworfen von Mário Bellato Jr.
1986 folgten auf Basis des Buggy der MB Selva mit erhöhter Geländegängigkeit und der MB Endurance, der nicht in Serienfertigung ging. Beide Modelle hatten einen vergrößerten Boxermotor mit 1800 cm³ Hubraum und 69 kW Leistung.